# Ilie Câșu
Ilie Câșu (* 29. März 1929 in Băicoi, Kreis Prahova) ist ein ehemaliger rumänischer Politiker der Rumänischen Kommunistischen Partei PCR (Partidul Comunist Român) und Diplomat, der unter anderem zwischen 1965 und 1975 sowie erneut von 1983 bis 1989 Mitglied der Großen Nationalversammlung (Marea Adunare Națională) war. Er war ferner von 1984 bis 1986 Minister für Erdöl sowie zwischen 1987 und 1989 Botschafter im Iran.

## Leben

### Bohringenieur, Abgeordneter und Erster Parteisekretär des Kreises Prahova
Ilie Câșu war nach dem Schulbesuch zwischen 1944 und 1948 als Arbeiter in der Fabrik Astra in Brașov tätig und besuchte danach von 1948 bis 1951 die Mittelschule für Erdölktechnik (Școală Medie Tehnică de Petrol) in Câmpina. Im Anschluss begann er 1951 ein Studium am Institut für Erdöl und Gas in Moskau, das er 1957 als Bohringenieur abschloss. Während des Studiums wahr er zeitweise stellvertretender Sekretär des Komitees der Uniunea Tineretului Muncitor (UTM), der Jugendorganisation der Arbeiterpartei, der rumänischen Studenten am Institut für Erdöl und Gas sowie zuletzt Sekretär des Komitees der UTM in Moskau. Zugleich wurde er in dieser Zeit auch 1954 Mitglied der Rumänischen Arbeiterpartei PMR (Partidul Muncitoresc Roman). Nach seiner Rückkehr war er von 1957 bis 1958 zuerst als Ingenieur im Bohrtechnikunternehmen in Râmnicu Vâlcea sowie anschließend zwischen 1958 und 1959 als Ingenieur am Institut für Bohr-Extraktions-Forschung (Institutul de Cercetari Foraj-Extractie) tätig. Im Anschluss wechselte er 1959 in die Wirtschaftskommission des Parteikomitees im Kreis Prahova und war dort zunächst Instrukteur sowie zuletzt 1962 stellvertretender Leiter der Wirtschaftskommission. Er absolvierte daneben zwischen 1961 und 1964 ein Fernstudium an der Parteihochschule „Ștefan Gheorghiu“ und war zwischen 1962 und dem 21. November 1966 Direktor des Bohrtechnischen Kombinats in Ploiești. Daneben war er von Februar 1964 bis zum 21. November 1966 Kandidat des Parteikomitees von Ploiești.
Câșu wurde 1965 erstmals Mitglied der Großen Nationalversammlung (Marea Adunare Națională) und vertrat dort zunächst den Wahlkreis Ziduri sowie anschließend zwischen 1969 und 1975 den im Kreis Gorj gelegenen Wahlkreis Târgu Jiu. Nachdem er zwischen dem 21. November 1966 und Februar 1968 Sekretär des Parteikomitees von Ploiești war, fungierte er von Februar bis zum 28. Dezember 1968 als Sekretär für Wirtschaft des Parteikomitees des Kreises Prahova sowie zugleich als Erster Vizepräsident des Exekutivkomitees des Volksrates dieses Kreises. Danach bekleidete er zwischen dem 28. Dezember 1968 und dem 18. Dezember 1972 die Ämter als Erster Sekretär des Parteikomitees sowie als Präsident des Exekutivkomitees des Volksrates des Kreises Prahova. Am 22. März 1969 wurde er Mitglied des Wirtschaftsrates und wurde zudem 1969 Mitglied des Ausschusses für Industrie, Bau und Verkehr der Großen Nationalversammlung.

### ZK-Mitglied, Staatssekretär und Vize-Minister
Câșu wurde auf dem Zehnten Parteitag der PCR (6. bis 12. August 1969) Mitglied des Zentralkomitees (ZK) der PCR und gehörte diesem Gremium bis zum Zwölften Parteitag der PCR (19. bis 23. November 1979) an. Am 18. Dezember 1972 wechselte er in die Regierung und übernahm den Posten als Staatssekretär im Ministerium für chemische Industrie (Ministrul secretar de stat la Ministerul Industriei Chimice) und übte dieses Amt bis zum 21. November 1975 aus. Daneben wurde er am 3. Juni 1974 auch Mitglied des Zentralen Kontrollrates der Arbeit der wirtschaftlichen und sozialen Tätigkeiten sowie im März 1975 Präsident des Komitees der Gewerkschaftsunion der chemischen und petrochemischen Industrie (Uniunii Sindicatelor din Industria Chimica și Petrochimică).
Ilie Câșu wurde am 21. November 1975 Vize-Minister für Arbeit (Adjunct al Ministrului muncii) und war als solcher bis zum 3. November 1982 zugleich Chef der Staatlichen Inspektion für Arbeitsschutz. Daneben wurde er am 24. März 1976 Mitglied des Rates für wirtschaftlich-soziale Organisation (Consiliul Organizãrii Economico-Sociale) sowie am 9. Mai 1980 zudem Mitglied des Obersten Rates für Bildung und Unterricht (Consiliul Superior al educației și învățământului).

### Erster Parteisekretär des Kreises Gorj, Erdölminister und Botschafter im Iran
Nach seinem Ausscheiden aus der Regierung übernahm Ilie Câșu zwischen dem 3. November 1982 und dem 26. Oktober 1984 den Posten als Erster Parteisekretär des Kreises Gorj. Am 18. Dezember 1982 wurde er auf einem ZK-Plenum Kandidat des ZK und behielt diese Funktion bis zum 22. November 1984. Darüber hinaus wurde er am 27. März 1983 abermals Mitglied der Großen Nationalversammlung und vertrat erst wieder den Wahlkreis Târgu Jiu sowie daraufhin zwischen 1985 und 1989 den im Kreis Argeș liegenden Wahlkreis Nr. 10 Morărești. Er wurde am 20. Dezember 1983 Mitglied des Validierungsausschusses der Großen Nationalversammlung.
Am 26. Oktober 1984 übernahm Câșu im ersten Kabinett Dăscălescu von Gheorghe Vlad das Amt als Minister für Erdöl (Ministrul petrolului) und bekleidete dieses Amt zwischen dem 29. März 1985 und seiner Ablösung durch Nicolae Amza am 20. Juni 1986 auch im zweiten Kabinett Dăscălescu. Auf dem Dreizehnten Parteitag der PCR (19. bis 22. November 1984) wurde er wiederum Mitglied des ZK und gehörte diesem Gremium nunmehr bis zum 16. Dezember 1987 an. Er wurde des Weiteren am 31. Dezember 1984 Mitglied des Zentralrates für Typisierung, Standardisierung, Normierung und Qualität (Consiliul Central pentru Tipizare, Standardizare, Normare și Calitate).
Nasch seinem Ausscheiden aus der Regierung wurde Ilie Câșu am 8. Mai 1987 Außerordentlicher und Bevollmächtigter Botschafter im Iran und bekleidete diesen Posten bis zum Zusammenbruch des Kommunismus im Zuge der Revolution am 22. Dezember 1989. 1987 wurde er auch Präsident der Rumänisch-Venezolanischen Freundschaftsgesellschaft sowie 1988 Mitglied der ZK-Kommission für Angelegenheit der wirtschaftlichen Zusammenarbeit und internationale Beziehungen von Partei und Staat.
Für seine langjährigen Verdienste wurde er mehrfach ausgezeichnet und erhielt unter anderem 1964 den Orden der Arbeit Dritter Klasse (Ordinul Muncii), 1966 den Stern der Sozialistischen Republik Rumänien Fünfter Klasse (Ordinul Steaua Republicii Socialiste România), 1969 den Orden 23. August Dritter Klasse (Ordinul 23. August) sowie 1971 den Orden der Arbeit Zweiter Klasse.